# Liste isländischer Komponisten klassischer Musik
- Áki Ásgeirsson (* 1975)
- Anna S. Þorvaldsdóttir (* 1977)
- Árni Egilsson (* 1939)
- Áskell Másson (* 1953)
- Atli Heimir Sveinsson (1938–2019)
- Atli Ingólfsson (* 1962)
- Atli Örvarsson (* 1970)
- Bára Gísladóttir (* 1989)
- Björgvin Guðmundsson (1891–1961)
- Daníel Bjarnason (* 1979)
- Elias Davidsson (1941–2022)
- Guðmundur Steinn Gunnarsson (* 1982)
- Gunnar Andreas Kristinsson (* 1976)
- Hafliði Hallgrímsson (* 1941)
- Haraldur Vignir Sveinbjörnsson (* 1975)
- Haukur Tómasson (* 1960)
- Herbert Hriberschek Ágústsson (1926–2017)
- Hilmar Örn Hilmarsson (* 1958)
- Jóhann Jóhannsson (1969–2018)
- John Anthony Speight (* 1945)
- Jón Leifs (1899–1968)
- Jón Nordal (1926–2024)
- Jónas Tómasson (* 1946)
- Jórunn Viðar (1918–2017)
- Karl Ottó Runólfsson (1900–1970)
- Karólína Eiríksdóttir (* 1951)
- Kjartan Ólafsson (* 1958)
- Leifur Þórarinsson (1934–1998)
- Magnús Blöndal Jóhannsson (1925–2005)
- Oliver Kentish (* 1954)
- Páll Ísólfsson (1893–1974)
- Páll Ragnar Pálsson (* 1977)
- Sigfús Einarsson (1877–1939)
- Sigvaldi Kaldalóns (1881–1946)
- Steingrímur Rohloff (* 1971)
- Sveinbjörn Sveinbjörnsson (1847–1927)
- Þorkell Sigurbjörnsson (1938–2013)
- Þorsteinn Hauksson (* 1949)
- Þráinn Hjálmarsson (* 1987)
- Úlfur Hansson (* 1988)
- Veigar Margeirsson (* 1972)
- Victor Urbancic (1903–1958)